# Macaroeris nidicolens
Macaroeris nidicolens là một loài nhện trong họ Salticidae.
Loài này thuộc chi Macaroeris. Macaroeris nidicolens được Charles Athanase Walckenaer miêu tả năm 1802.